# آب‌انبار مبارک‌آباد
آب‌انبار مبارک‌آباد مربوط به دوره قاجار است و در شهرستان قم، بخش مرکزی، روستای مبارک‌آباد واقع شده و این اثر در تاریخ ۲ آبان ۱۳۸۲ با شمارهٔ ثبت ۱۰۵۷۰ به‌عنوان یکی از آثار ملی ایران به ثبت رسیده است.